# Um Sinal
"Um Sinal" é uma canção da cantora brasileira Ivete Sangalo e do trio compatriota Melim, lançada como single em 3 de agosto de 2018 através da Universal Music Brasil. A música marcou o retorno de Sangalo ao mercado da música, após sua licença-maternidade.

## Composição
De acordo com Sangalo, a faixa foi inspirada por conversas com sua sobrinha Laís. "Ela além de minha amiga, é minha confidente. Então eu conto muita coisa de mim pra ela e ela pra mim. Nessa coisa da gente conversar, ela é muito conselheira, ela me fala muita coisa massa. Nosso papo foi rendendo tanto que, antes de dormir, ela foi embora pra casa e eu peguei o papel, escrevi a letra, e mandei para o Ramon musicar", narrou a cantora. Segundo Caian Nunes do website POPline, a música "segue uma linha mais leve, diferente das músicas super animadas que costuma lançar".

## Videoclipe
O clipe, dirigido por Philippe Noguchi, foi gravado em cenários perto da Praia do Forte, no município de Mata de São João, na Bahia, lugar que fez parte da trajetória da cantora. Além da banda, participa do clipe o ator Alejandro Claveaux.

## Desempenho nas tabelas musicais

### Tabelas musicais
| Tabela musical (2018)                          | Melhor posição |
| ---------------------------------------------- | -------------- |
| Brasil Regional Salvador Hot Songs (Billboard) | 3              |